# 이참
이참(李參, 독일어: Bernhard Quandt 베른하르트 크반트[*], 1954년 4월 3일~)은 독일 바트크로이츠나흐 출생이고 대한민국에 귀화하였으며, 영화배우 겸 연기자 분야에서 은퇴한 작가 겸 저술가이고, 전직 방송인 출신이자, 전직 기업인이고, 대학 교수 겸 교육인이다.
그는 독일 라인란트팔츠 주 마인츠와, 대한민국 서울 용산을 모두 본으로 하는, 독일 이씨의 시조이기도 하다.
2009년 3월, 연기자 분야에서 사실상 은퇴를 한 그는 2009년 7월 한국관광공사 사장에 임명되었다가 2013년 11월에 사퇴하였다.
신장은 195cm이고 체중은 77kg인 그는, 2015년 8월 이후부터 각 대학의 객원교수 등과 파트 타임 농부 등으로 지내고 있다.

## 개명과 귀화
- 그의 독일 이름은 베른하르트 크반트(독일어: Bernhard Quandt)이고 독일 통독 정국 이전의 서독 라인란트팔츠 주 출생이다.
- 그는 독일(아직 분단 당시 서독 영토) 라인란트팔츠주 바트크로이츠나흐(독일어: Bad Kreuznach)에서 출생하였으며 지난날 한때 서독 라인란트팔츠주 마인츠에서 잠시 유아기를 보낸 적이 있는 그는 훗날 1986년에 대한민국으로 귀화하면서 이한우(李韓祐)라는 이름을 사용하다 2001년 이참(李參)으로 개명하였다.[3]
- 그가 애초 이름을 이한우로 했던 것은 "대한민국을 돕겠다."는 뜻이었고 다시 이참으로 바꾼 것은 "대한민국 문화에 동참하겠다."는 의지를 담은 것이라고 한다.
- 그는 대한민국의 과학기술이 독일의 과학기술과 같아 양국의 우호에 도움이 될 것을 기대하고 있다고 한다.[4]
- 이참은 애초 본래 통일교 신자로서 이전 부인이었었던 이미주(개명 이전의 이름은 이영복) 여사도 통일교 교주인 문선명의 주례로 만났다(통일교에서는 이를 "축복 결혼식'"이라고 함). 자신의 이름을 "이참"으로 개명한 이유도 애초 본래 위 내용에 세세히 상기된 뜻이라기보다는 원래 통일교에서 자신들의 교리를 설명할 때 "참부모(교주 문선명 부부를 지칭)", "참사랑", "참가정", "참평화" 등 "참(true)"이라는 접두사를 이용하여 교리를 전파하는데 바로 여기에서 따온 것이라 해도 과언은 아니다.

## 학력
- 1961년~1973년 김나지움 안 더 슈타트마우어(독일) 졸업
- 1973년~1977년 마인츠 요하네스 구텐베르크 대학교(독일) 불문학과·신학과 학사
- 1980년~1982년 인디애나 트리니티 대학교(미국) 상담교육학대학원 성서상담학과 교육학 석사
- 1989년~1991년 인디애나 트리니티 대학교(미국) 상담교육학대학원 성서상담학과 교육학 박사과정 수료

## 경력
- 1978년 통일교 예하 '초교파 기독교 연합회' 관련 세미나 참석차 대한민국을 방문한 그는 통일교에 감화되어 차라리 그때부터 대한민국에 살기로 결심한다.
- 1982년 통일교에서 만난 한국인 여성 이미주와 1987년에 결혼하였으며 15년 후 2002년 4월 30일을 기하여 이혼한 그는, 전처와 사이에 1남 1녀를 두고 있다.
- 주한 독일문화원에서 13년간 독일어 강사를 지낸 후 선문대학교, 성신여자대학교, 경찰대학교, 한양대학교 등에서 강의했으며, 한독상공회의소 이사(1992년~1994년) 등을 역임하기도 하였다.
- 2009년 3월을 전후하여 연기자 분야에서 사실상 은퇴를 한 그는 현재 대한민국 감사원 명예 감사관, 한국사회문화연구원 이사장, 충청남도 도청 국제협력위원, 환경운동연합 지도위원 등으로 일하고 있다.
- 한국어와 독일어는 물론 영어, 프랑스어, 이탈리아어, 스페인어, 라틴어에 능통한 것으로 알려졌다.
- 후에 이한우라는 이름을 버리고 나서 이참으로 개명하고, 자신의 새이름에서 딴 (주)참스마트를 설립한다.
- 대한민국에 자리잡은 지 몇 년 후에 통일교를 떠나 장로교로 개종하였다.[5]
- 2006년에서부터 소망교회에 출석하면서 이명박(훗날 제17대 대통령)과 이낙연(훗날 제45대 국무총리)과의 친분을 갖게 되고, 특히 이를 계기로써 이명박의 대통령 선거 때부터 적극 참여하여, 한반도대운하 특보를 지낸다.
- 이명박 대통령 취임 1년째인 2009년, 한국관광공사에 대한민국 공기업 최초 외국계 한국인 사장으로 임명되었다.
- 그가 통일교를 종교로 가진 기간은 1978년 대한민국에 통일교 세미나 참석차 방문한 이후 2000년대까지 수십년에 달한다.
- 이참은 한국에서 통일교가 크게 환영받지 못한다는 것을 알고 평소 자신이 통일교 신자라는 것을 가급적 드러내지 않는 편이었는데 결국 개신교로 개종하면서 부인과는 2002년 4월 30일을 기하여 협의 이혼하였다.
- 이후 이참은 압구정동에 있는 소망교회를 다니게 되었는데, 특히 여기서 결국 2006년에 이명박과 인연이 되어 2009년 한국관광공사의 사장까지 꿰차게 된다.

## 사건 및 사고
- 2013년 11월 성추문 논란에 휩싸여 한국관광공사 사장에서 자진 사퇴하였다.

## 방송 및 연기 활동
- 1980년 교육방송 독일어 강의를 시작으로, KBS1《지구촌 파노라마》의 고정 게스트, 드라마의 연기자, KBS1 《6시 내 고향》의 리포터와 SBS 《출발 모닝 와이드》에서 《이한우의 요리 세상》등을 진행하였다.
- 이 밖에도 기업 컨설턴트, CF 모델 등으로도 활발하게 활동하고 있다.

### 드라마
- 1993년 SBS 주말극장《일과 사랑》
- 1994년 KBS2 주말연속극 《딸부잣집》 권혁주의 둘째 사위이자 권차령의 남편 칼 토마(카를 토마스, Karl Thomas) 역
- 1995년 KBS2 일요아침드라마 《개성시대》
- 1995년 MBC 특별기획드라마 《제4공화국》 C.I.A 한국지부장 브루스터 역
- 1995년 KBS1 대하드라마《찬란한 여명》 묄렌도르프 (목인덕) 역
- 1997년 MBC 청춘시트콤《남자 셋 여자 셋》 교환교수로 내한 당시에 경실과 희진을 서울 문화호텔 파티에 초대한 로버트 레드퍼드 교수 역
- 1998년 KBS2 《싱싱 손자병법》 미국 유브이사(UV 콤파니) 독일 베를린 지사 이사장 한스 프리드만(한스 안드레아스 프리트만) 역(특별출연)
- 1999년 MBC 주간 코미디 드라마《여자 대 여자》 헤르만 얀 셰르비트 교수 역
- 1999년 MBC 청춘시트콤《점프》 빌헬름 요한 헤르만 교수 역
- 2001년 KBS2 특별기획드라마《명성황후》 묄렌도르프 (목인덕) 역
- 2003년 SBS 드라마스페셜 《천국의 계단》 장 토머스(캐나다 몬트리올 남자) 이사장 역
- 2004년 MBC 일요로맨스극장 《단팥빵》 가란이네 동네 정형외과 의사 이참 역
- 2004년 MBC 특별기획드라마 《영웅시대》 월드이코노미 경제부 제임스 코너 기자 역
- 2004년 SBS 월화드라마 《러브스토리 인 하버드》- 제이슨 워커 역
- 2004년 KBS1 대하드라마 《불멸의 이순신》 - 세스페데스 역
- 2005년 MBC 특별기획 주말드라마 《제5공화국》 - (2부) 전직 주한 미국 대사 스나이더(1979년 3월 당시 글라이스틴 현직 주한 미국대사의 사적인 내빈) 역, (3부 이후부터) C.I.A 대한민국 서울지부장 브루스터 역
- 2006년 KBS1 대하드라마 《서울 1945》 - 미군정청의 토머스 니컬러스 이든 영국 육군 중령 역
- 2007년 SBS 금요드라마 《날아오르다》 - 콜 재커리 케인 존슨 오닐(제임스 오닐의 부) 역
- 2007년 SBS 대기획 《로비스트》 - 미국 C.I.A 소속 주한 미국대사관 파견 지역조사과장 토니 마이클 맥브라이드 역
- 2007년 MBC 수목미니시리즈 《뉴하트》 - 전직 영국 총리 프랭클린 해밀턴 역(특별출연)
- 2008년 SBS 창사 특집드라마 《압록강은 흐른다》 - 루트비히 카를 토마스 자일러 교수 역
- 2008년 MBC 창사 47주년 특별기획 드라마 - 《에덴의 동쪽》

### 영화
- 2006년 《한반도》 - 미국 대사 역

### 예능
- 《가족오락관》
- 《도전! 지구탐험대 명예탐험대장》
- 《퍼즐특급열차》

### 라디오 방송
- 2008년 tbs eFM 《Evening Show》

### CF 광고
- 쌍방울 - 트라이
- 축산업협동조합 - 축협우유 (로버트 할리, 이다 도시, 강호동과 함께 출연)
- 세정 - 인디안모드 (로버트 할리와 함께 출연)
- 백화 - 알지오
- 롯데햄 - 쇠고기햄
- 일신석재 - 스톤아트
- 송월타월 - 샤보렌
- 오스람 - 전구
- 마이크로 - MIT만년필
- 와그너 코리아 - 와그너 치킨
- 세일DIY컴퓨터
- 산내들 - 산내들생금
- 일성레저산업 -일성콘도
- 위콤 - 닥터위콤플랩
- 린나이코리아 - 쥬벨 (주방의 보석 편)
- 대한민국 제2의건국범국민추진위원회 - 국민화합 캠페인

### 라디오 광고
- 세정 - 인디안모드 (로버트 할리와 함께 출연)

### 라디오 헌혈캠페인
- 대한적십자사 - TBS 교통방송

### TV 주거문화캠페인
- 대한주택공사 - KBS 주거문화캠페인
- 대한주택공사 - MBC 주거문화캠페인
- 대한주택공사 - SBS 캠페인

## 저서
- 《나는 독일제 순 한국인》. 문학사상사. 1997년 12월 1일. ISBN 978-89-7012-280-9.
- 《툭 터놓고 씹는 이야기》. 서울문화사. 2000년 11월 17일. ISBN 978-89-532-9520-9.
- 《무한한 가능성을 가진 답답한 나라 한국》. 말과창조사. 2007년 12월 14일. ISBN 978-89-87355-21-4.

## 수상 경력
- 1995년 제31회 백상예술대상 TV부문 인기상

## 같이 보기
- 로버트 할리
- 블라디미르 티호노프
- 제프리 존슨
- 모모세 다다시
- 이다 도시
- 김린
- 샘 해밍턴
- 스티브 린턴